# Gran Premio Memorial Giuseppe Biasuzzi
Gran Premio Memorial Giuseppe Biasuzzi är ett travlopp för 4-åriga varmblodiga travhästar som körs på Ippodromo Trevisio i Treviso i Italien. Loppet kördes för första gången 2017 och körs över distansen 1 609 meter med autostart. Det är ett Grupp 1-lopp, det vill säga ett lopp av högsta internationella klass, och förstapris är 64 400 (2022).

## Segrare
| År   | Vinnare          | Vinnare        | Kusk                  | Tränare               | Tid     |
| ---- | ---------------- | -------------- | --------------------- | --------------------- | ------- |
| 2023 | Dimitri Ferm     | Nad Al Sheba   | Andrea Farolfi        | Mauro Baroncini       | 1'12"5  |
| 2022 | Charmant de Zack | Vivid Wise As  | Alessandro Gocciadoro | Alessandro Gocciadoro | 1.11,3  |
| 2021 | Bepi Bi          | Donato Hanover | Alessandro Gocciadoro | Alessandro Gocciadoro | 1.11,2  |
| 2020 | Alrajah One      | Maharajah      | Alessandro Gocciadoro | Alessandro Gocciadoro | 1.11,2  |
| 2019 | Zaniah Bi        | Equinox Bi     | Alessandro Gocciadoro | Alessandro Gocciadoro | 1.11,4  |
| 2018 | Vitruvio         | Adrian Chip    | Alessandro Gocciadoro | Alessandro Gocciadoro | 1.11,3a |
| 2017 | Dijon            | Ganymede       | Romain Derieux        | Romain Derieux        | 1.12,7a |